# 中国东部经济区
中国东部经济区也称中国东部沿海地区，是一个经济地理概念，指位于中国东部沿海的十个省级行政区，包括7个省和3个直辖市。
自晚清以来，随着现代工业在中国的发展，这一地区成为中国大陆经济最为发达的地区。至今仍是如此。由北至南，以经济圈划分，分别是环渤海经济圈（含首都经济圈）、长三角经济圈、珠三角经济圈。
按由北到南的顺序，十个省级行政区分别是：
- 河北省
- 北京市
- 天津市
- 山东省
- 江苏省
- 上海市
- 浙江省
- 福建省
- 广东省
- 海南省

对于香港、澳门和台湾，此三者不属于中国内地，且经济环境大不相同，故一般不计入中国东部经济区的统计之中；辽宁省和广西壮族自治区临海，但前者属于中国东北地区，后者属于中国西部地区。